# Santabarbarait
Santabarbarait ist ein sehr selten vorkommendes Mineral aus der Mineralklasse der „Phosphate, Arsenate und Vanadate“ mit der chemischen Zusammensetzung Fe3+3[(OH)3|(PO4)2]·5H2O und ist damit chemisch gesehen ein Eisen-Phosphat mit zusätzlichen Hydroxidionen.
Santabarbarait ist eines der wenigen Minerale, das ähnlich wie Glas zu den amorphen Feststoffen gehört, das heißt die Atome in der Verbindung bilden keine geordneten Strukturen. Entsprechend findet er sich überwiegend in Form unregelmäßiger, derber Mineral-Aggregate und traubenförmiger Krusten, bildet aber auch Pseudomorphosen nach Vivianit.
Das Mineral ist durchscheinend und von orangebrauner bis hellbrauner Farbe bei gelblichbrauner Strichfarbe. Die Mineral-Oberflächen weisen einen glas- bis fettähnlichen Glanz auf.

## Etymologie und Geschichte
Erstmals entdeckt wurde Santabarbarait in der Mina Santa Barbara nahe der Gemeinde Cavriglia in der italienischen Provinz Arezzo (Toskana) sowie am Wannon River nahe der Wannon Falls und der Stadt Hamilton im australischen Bundesstaat Victoria. Beide Fundorte gelten daher als Typlokalität, wobei der erste auch der Namensgeber des Minerals ist.
Analysiert und wissenschaftlich beschrieben wurde Santabarbarait durch Giovanni Pratesi, Curzio Cipriani, Gabriele Giuli und William D. Birch, die ihre Untersuchungsergebnisse und den gewählten Namen zur Prüfung bei der International Mineralogical Association (IMA) einreichten (Eingangs-Nr. 2000-052). Die Veröffentlichung der Untersuchungsergebnisse und des anerkannten Namens erfolgte 2003 im „European Journal of Mineralogy“ Nr. 15 unter dem Titel Santabarbaraite: a new amorphous phosphate mineral.
Das Typmaterial des Minerals wird im Museo di Storia Naturale (Naturhistorisches Museum) in Florenz (Katalog-Nr. 2862/RI) aufbewahrt.

## Klassifikation
Bereits in der veralteten, aber teilweise noch gebräuchlichen 8. Auflage der Mineralsystematik nach Strunz gehörte der Santabarbarait zur Mineralklasse der „Phosphate, Arsenate und Vanadate“ und dort zur Abteilung der „Wasserhaltige Phosphate mit fremden Anionen“, wo er zusammen mit Ferrisymplesit, Gutsevichit und Yukonit die unbenannte Gruppe VII/D.48 bildete.
Die seit 2001 gültige und von der International Mineralogical Association (IMA) verwendete 9. Auflage der Strunz’schen Mineralsystematik ordnet den Santabarbarait ebenfalls in die Abteilung der „Phosphate usw. ohne zusätzliche Anionen; mit H2O“ ein. Diese ist allerdings weiter unterteilt nach der relativen Größe der beteiligten Kationen und dem Stoffmengenverhältnis des Phosphat-, Arsenat- bzw. Vanadatkomplexes zum Kristallwassergehalt, so dass das Mineral entsprechend seiner Zusammensetzung in der Unterabteilung „Mit ausschließlich mittelgroßen Kationen, RO4 : H2O ≤ 1 : 2,5“ zu finden ist, wo es als einziges Mitglied die unbenannte Gruppe 8.CE.80 bildet.
Auch die vorwiegend im englischen Sprachraum gebräuchliche Systematik der Minerale nach Dana ordnet den Santabarbarait in die Klasse der „Phosphate, Arsenate und Vanadate“ und dort in die Abteilung der „Wasserhaltige Phosphate etc., mit Hydroxyl oder Halogen“ ein. Hier ist er zusammen mit Ferrisymplesit in der „Ferrisymplesitgruppe“ mit der System-Nr. 42.10.01 innerhalb der Unterabteilung „Wasserhaltige Phosphate etc., mit Hydroxyl oder Halogen mit (AB)3(XO4)2Zq × x(H2O)“ zu finden.

## Bildung und Fundorte

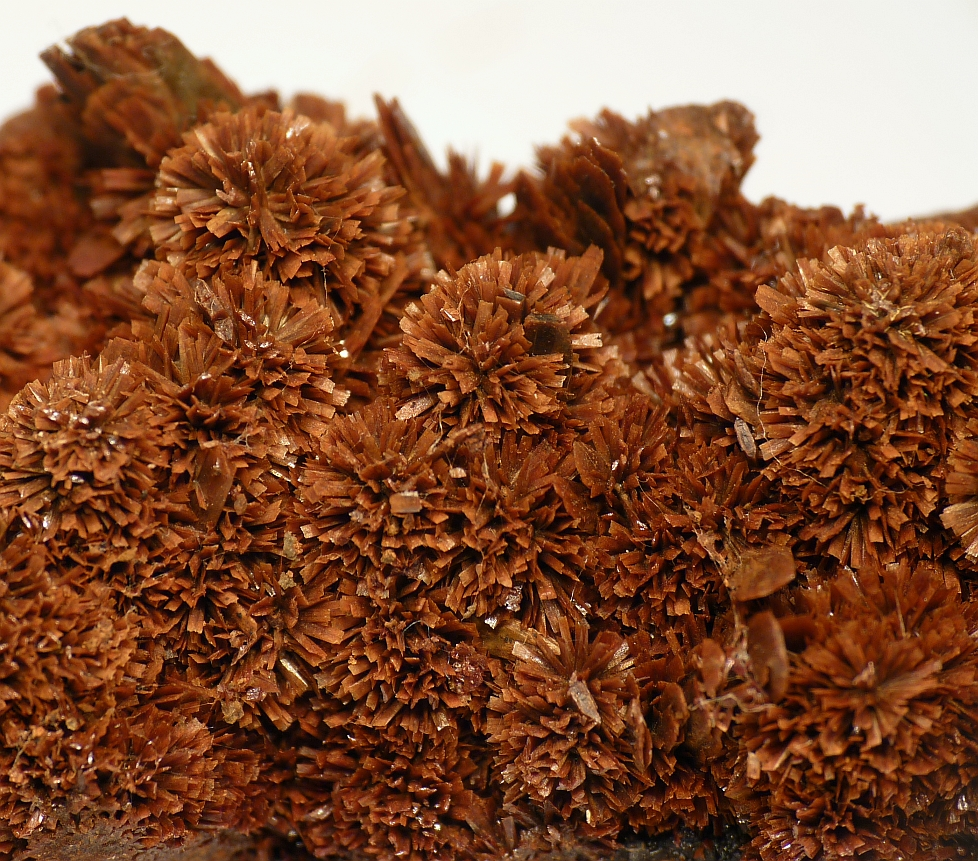
Dunkelbrauner Santabarbarait als rosettenförmige Pseudomorphosen nach Vivianit (Sichtfeld 3,5 cm)

Santabarbarait bildet sich in Tonböden, meist vergesellschaftet mit Vivianit oder Metavivianit.
Als seltene Mineralbildung konnte Santabarbarait nur an wenigen Fundorten nachgewiesen werden, wobei bisher (Stand 2015) etwas mehr als 10 Fundorte bekannt sind. Seine Typlokalität, die Mina Santa Barbara, ist dabei der bisher einzige bekannte Fundort in Italien.
In Deutschland kennt man das Mineral nur aus der Grube Mark bei Essershausen im hessischen Landkreis Limburg-Weilburg und aus Hagendorf in der Oberpfälzer Gemeinde Waidhaus.
Weitere bisher bekannte Fundorte sind unter anderem der Wannon River im australischen Bundesstaat Victoria, Anloua im Hochland von Adamaua in Kamerun sowie mehrere Orte auf der Halbinsel Kertsch, die den östlichsten Teil der Halbinsel Krim in der Ukraine bildet.
Das Mineral kommt auch als mineralisiertes Bindegewebe in Lebewesen vor, nämlich in den Zähnen der Molluske Cryptochiton stelleri.